# Mr. Bobby
Mr. Bobby è il terzo ed ultimo singolo ad essere estratto dal secondo album di Manu Chao Próxima Estación: Esperanza. Originariamente il brano era stato pubblicato in una versione a cappella nel cd singolo di Bongo Bong. Il brano, un tributo a Bob Marley aveva avuto un discreto successo in Spagna, Italia e Svizzera e così si decise di registrarlo in una nuova versione nell'album Próxima Estación: Esperanza.

## Tracce
1. "Mr. Bobby" (Politik Kills)
2. "Mr. Bobby" (Wyskyfacile)
3. "Mr. Bobby"

## Classifiche
| Paese    | Posizione più alta |
| -------- | ------------------ |
| Francia  | 86                 |
| Italia   | 16                 |
| Romania  | 9                  |
| Spagna   | 15                 |
| Svizzera | 60                 |